# Selat Mentawai
Selat Mentawai är ett sund i Indonesien. Det ligger i den västra delen av landet, 900 km nordväst om huvudstaden Jakarta.